# Nintendo 64

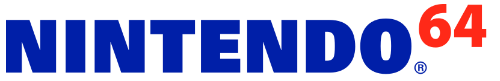
Logo konsoli

Nintendo 64 – konsola gier wideo stworzona przez przedsiębiorstwo Nintendo. Premiera konsoli w Japonii odbyła się 23 czerwca 1996 roku, w Ameryce Północnej – 29 września 1996, a w Europie – 1 marca 1997 roku. Konsola została wycofana z produkcji w 2002 roku. Do tego czasu sprzedano ponad 32 mln egzemplarzy sprzętu.

## Historia
Oficjalnie prace nad konsolą rozpoczęły się 23 sierpnia 1993. W tym dniu poinformowano o podpisaniu umowy między Nintendo a Silicon Graphics, w której była mowa o projekcie „Reality”, mającym na celu stworzenie nowej konsoli do gier. Początkowo konsola miała nosić nazwę Ultra Nintendo, skróconą później do Ultra 64. Konsolę oficjalnie zapowiedziano w listopadzie 1995 roku, pod nazwą Nintendo 64. Premierę konsoli wiele razy przekładano i ostatecznie ukazała się 23 czerwca 1996 roku w Japonii, a następnie 29 września 1996 roku w Ameryce Północnej i 1 marca 1997 roku w Europie Zachodniej i Polsce (dystrybutorem było przedsiębiorstwo Entertainment Systems Poland w latach 1997-1999 i Lukas Toys w latach 1999-2002). Konsola została wycofana z produkcji w 2002 roku, ponieważ Nintendo chciało skupić się na rozwoju konsol GameCube i Game Boy Advance.  

## Dane techniczne
- procesor: 64 bit MIPS VR4300 (kompatybilny z R4300i) (RISC) 93,75 MHz
  - 24 kB L1 Cache
  - 93 mln operacji na sekundę
  - wyprodukowany przez firmę NEC i zbudowany z ponad 4 mln tranzystorów w technologii 0,35 µm
- koprocesor: 64 bit MIPS RISC RCP (Reality Immersion Co-Processor) i DP (Pixel Drawing Processor) 62,5 MHz
  - ponad 500 mln operacji na sekundę, to jest około 10 razy więcej niż procesory Pentium o podobnym taktowaniu.
  - zawiera RSP (Reality Signal Processor) – odpowiedzialny za dźwięk i za przetwarzanie grafiki 3D
  - zawiera RDP (Reality Drawing Processor) – przeprowadza operacje na pikselach i jest odpowiedzialny za następujące funkcje:
    - Advanced Texture-Mapping – zaawansowane mapowanie tekstur:
      - Detail Texturing – teksturowanie szczegółów
      - Tri-linear Mip Map Interpolation – trójliniowa interpolacja mipmap
      - Perspective Correction – korekcja perspektywy
      - Environment Mapping – mapowanie otoczenia
      - Depth Buffering – buforowanie głębi

  - potrafi wyświetlić do 150 000 wielokątów na sekundę z następującymi efektami:
    - Color Combiner
    - Anti-Aliasing and Blending
    - Rasterizing
    - Z-Buffering – Z-bufor
    - Automatic LOD (Level Of Detail) Management – automatyczne zarządzanie poziomem detali obiektów
    - Vertex positioning and transformations – pozycjonowanie i transformacja wierzchołków
    - Depth, color and texture clipping
    - Transparency (256 levels max) – przezroczystość (max. 256 poziomów)
    - Gouraud Shading – cieniowanie Gourauda
- grafika: rozdzielczość maksymalna 640x480 z przeplotem lub 640x240 bez przeplotu, w praktyce większość gier stosuje rozdzielczości w okolicach 320x240 pikseli (320x224-240 w przypadku gier w wersji amerykańskiej/japońskiej (60 Hz) i 320x240-256 w przypadku wersji europejskiej (50 Hz), maksymalna głębia kolorów to 16 777 216 kolorów, czyli 24-bitowe RGB (8 bitów na składową), maksymalna głębia na wyjściu wideo to jednak tylko 21-bitowe RGB, czyli 2 097 152 kolory (7 bitów na jedną składową), gdzie 8-bitowe wartości składowych RGB są skompresowane do 7-bitowych za pomocą dwustopniowego ditheringu, w praktyce jednak większość gier jest renderowana w głębi znacznie niższej - najczęściej 18-bitowym RGB, czyli 262 144 kolorach (6 bitów na jedną składową), skompresowanym przez dwustopniowy dithering do zaledwie 15 bitów, czyli 32 768 kolorów (5 bitów na jedną składową) (dokładność kolorów taka sama jak w poprzedniej konsoli - SNES)
- pamięć: 4 MB Rambus DRAM, istnieje możliwość rozbudowania do 8 MB za pomocą Expansion Pak
  - pracuje na magistrali 9-bitowej o faktycznej częstotliwości 500 MHz.
  - przepustowość 562,5 MB/s
  - wewnętrzna magistrala danych między pamięcią i koprocesorem jest 128-bitowa
- dźwięk: stereo 16 bit, kompresja ADPCM
  - teoretycznie 100 kanałów PCM, gdyż każdy kanał wykorzystuje 1% czasu procesora. Średnio 16-24.
  - wykorzystuje syntezę wavetable
  - próbkowanie max. 48 kHz
  - zawiera wewnętrzne efekty specjalne:
    - Voice (w/ Pitch Shifting)
    - Gain and Pan
    - Reverb and Chorus
- nośnik danych: kartridż o pojemności od 32 do 512 Mbit (od 4 do 64 MB).
- wejścia: 4 porty padów 3 pinowe
- wyjścia:
  - Composite Video
  - S-Video
  - RGB (tylko w systemie NTSC)
  - analogowy dźwięk stereo
  - RF poprzez zewnętrzny modulator[7]
- wymiary: 260 × 170 mm x 73 mm
- waga: 1,1 kg

## Akcesoria do N64

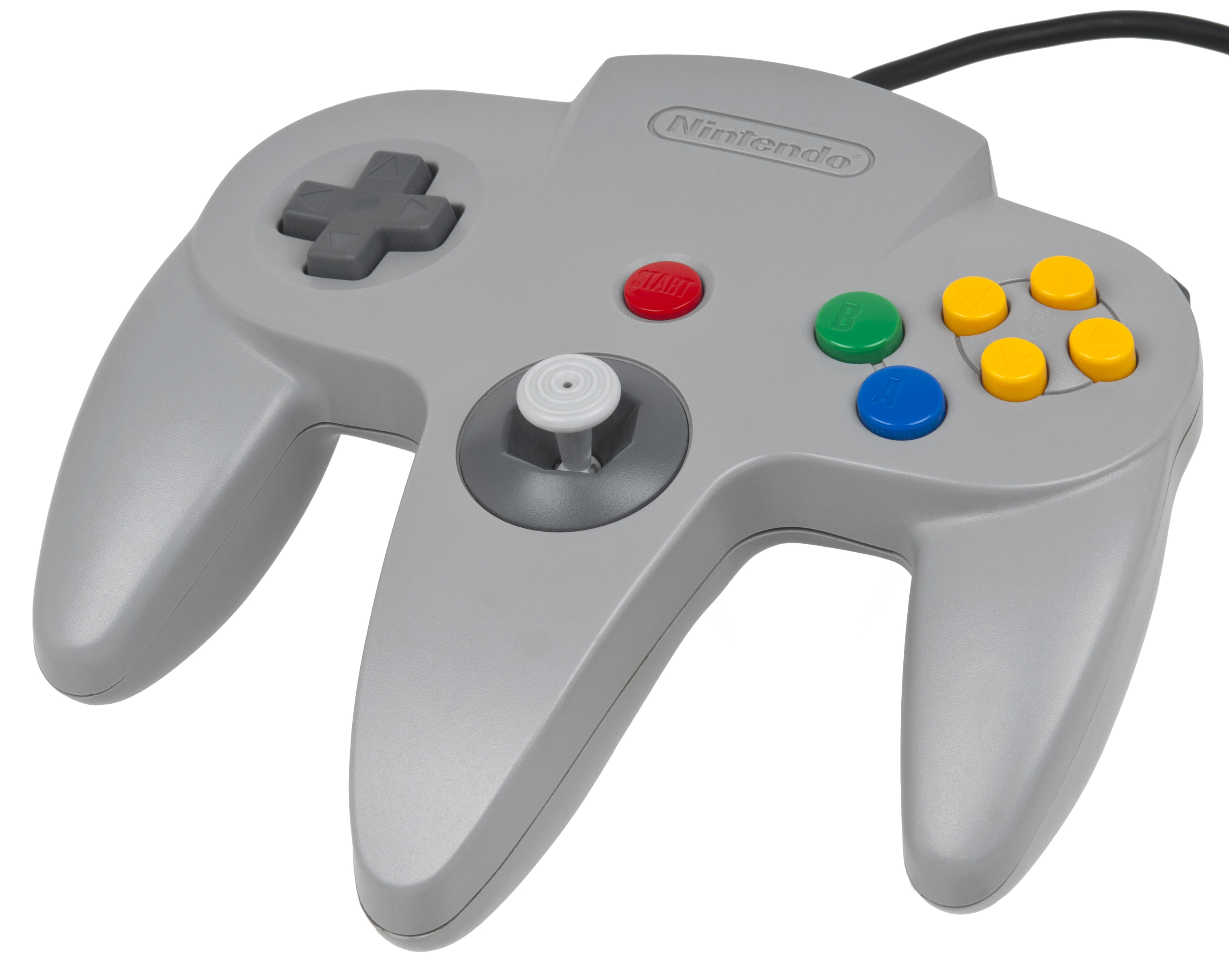
Kontroler do Nintendo 64 – widok z góry

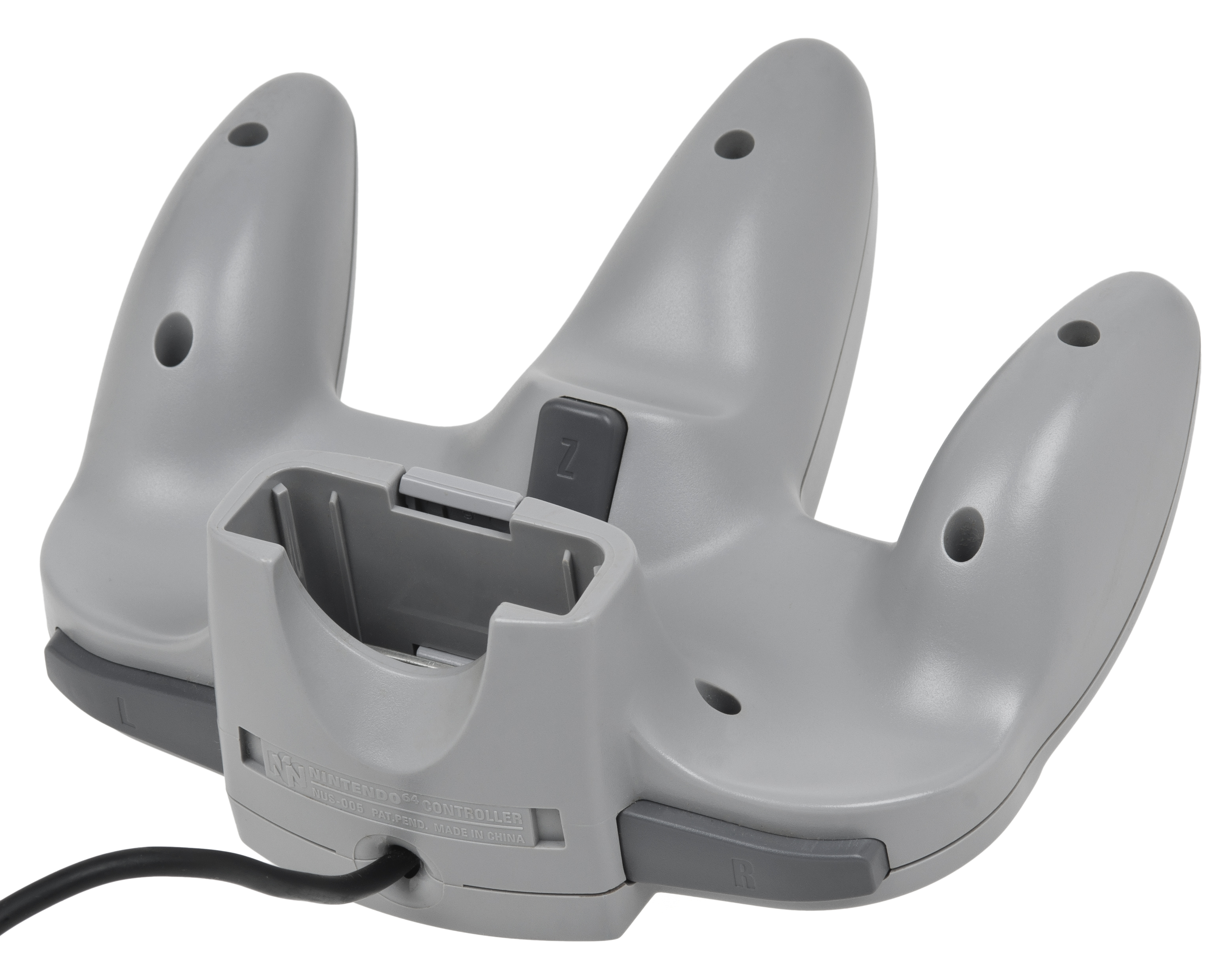
Kontroler do Nintendo 64 – widok od spodu

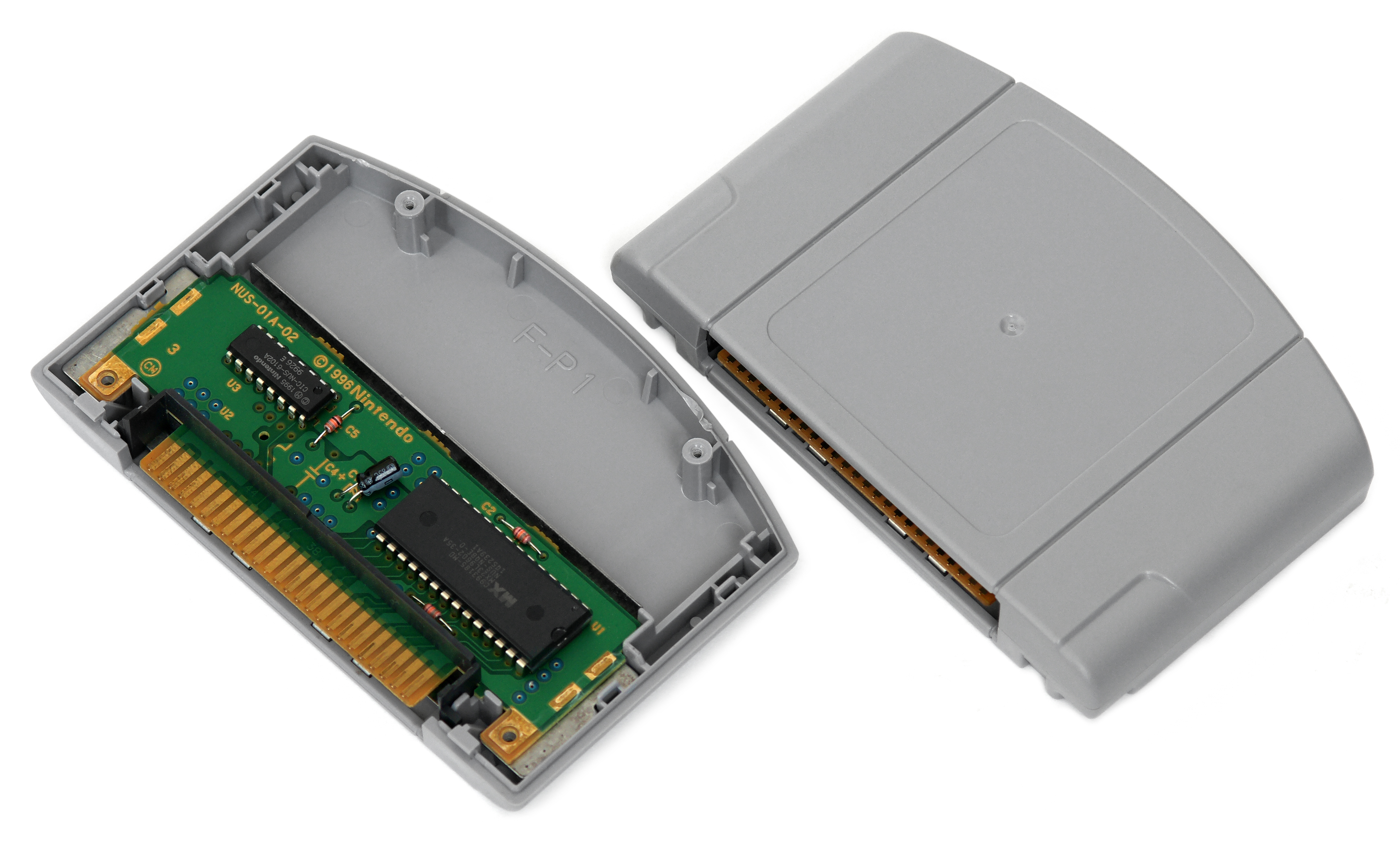
Widok obudowy oraz wnętrza kartridża

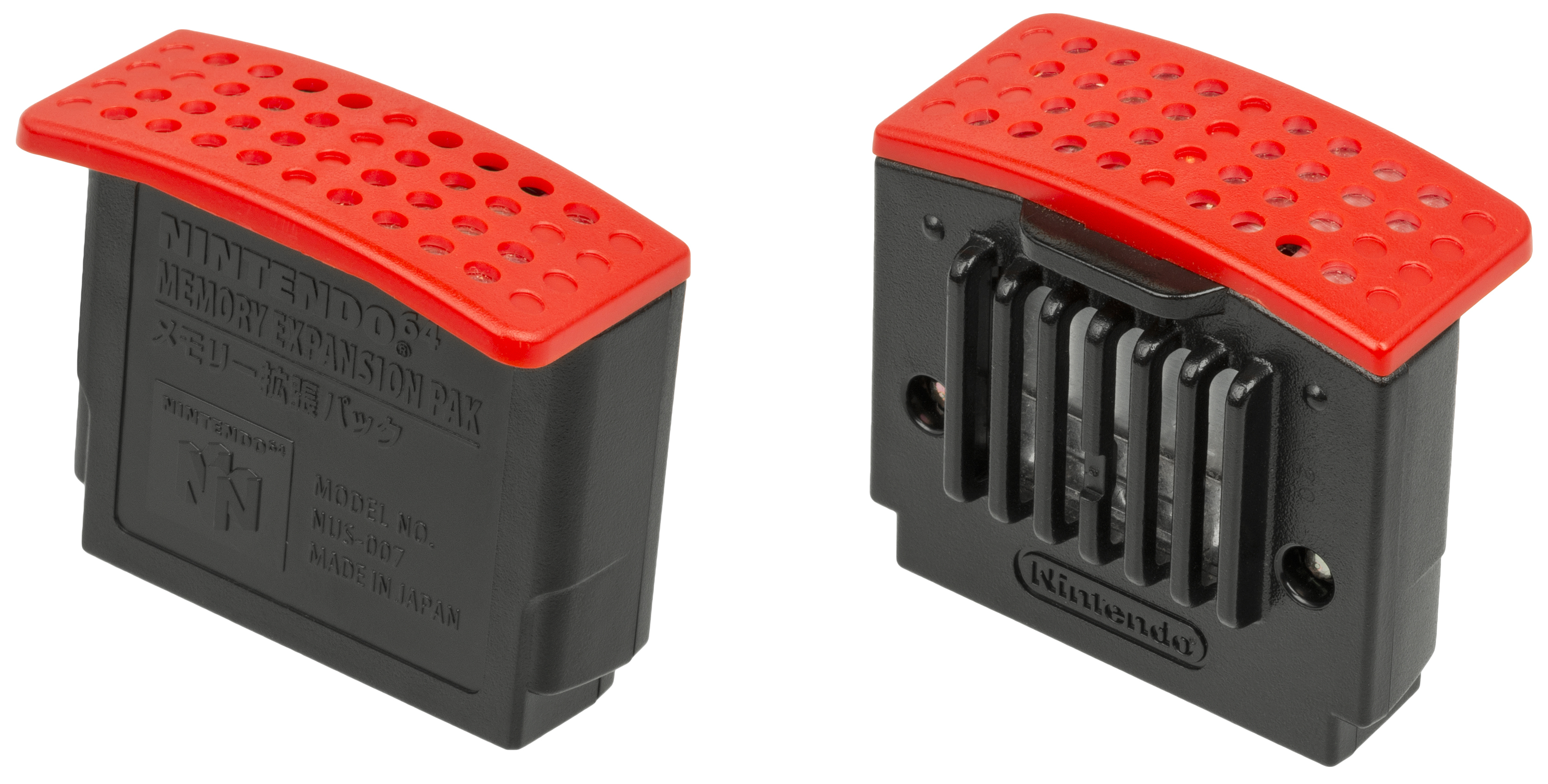
Rozszerzenie pamięci do N64

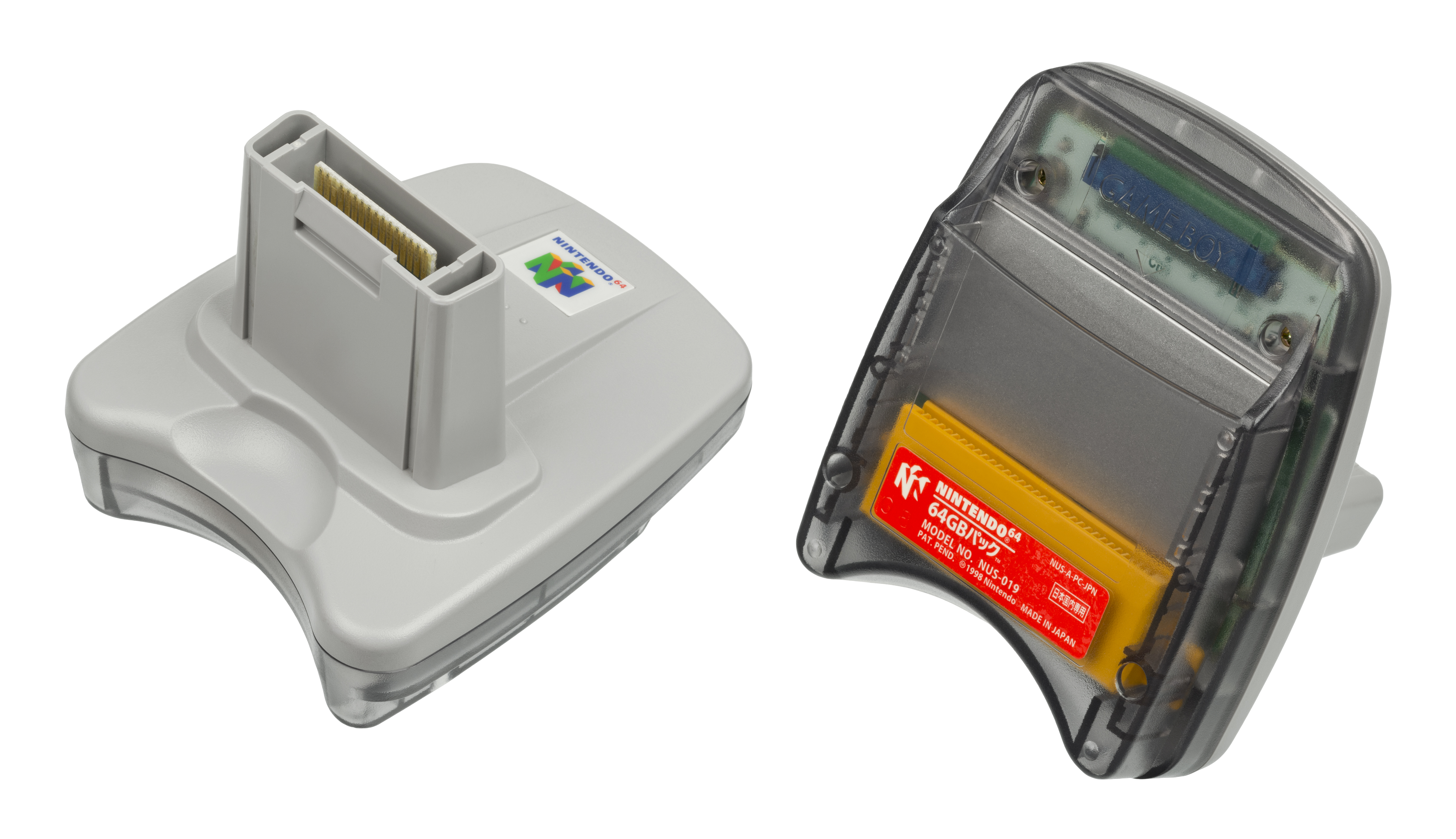
Transfer pak

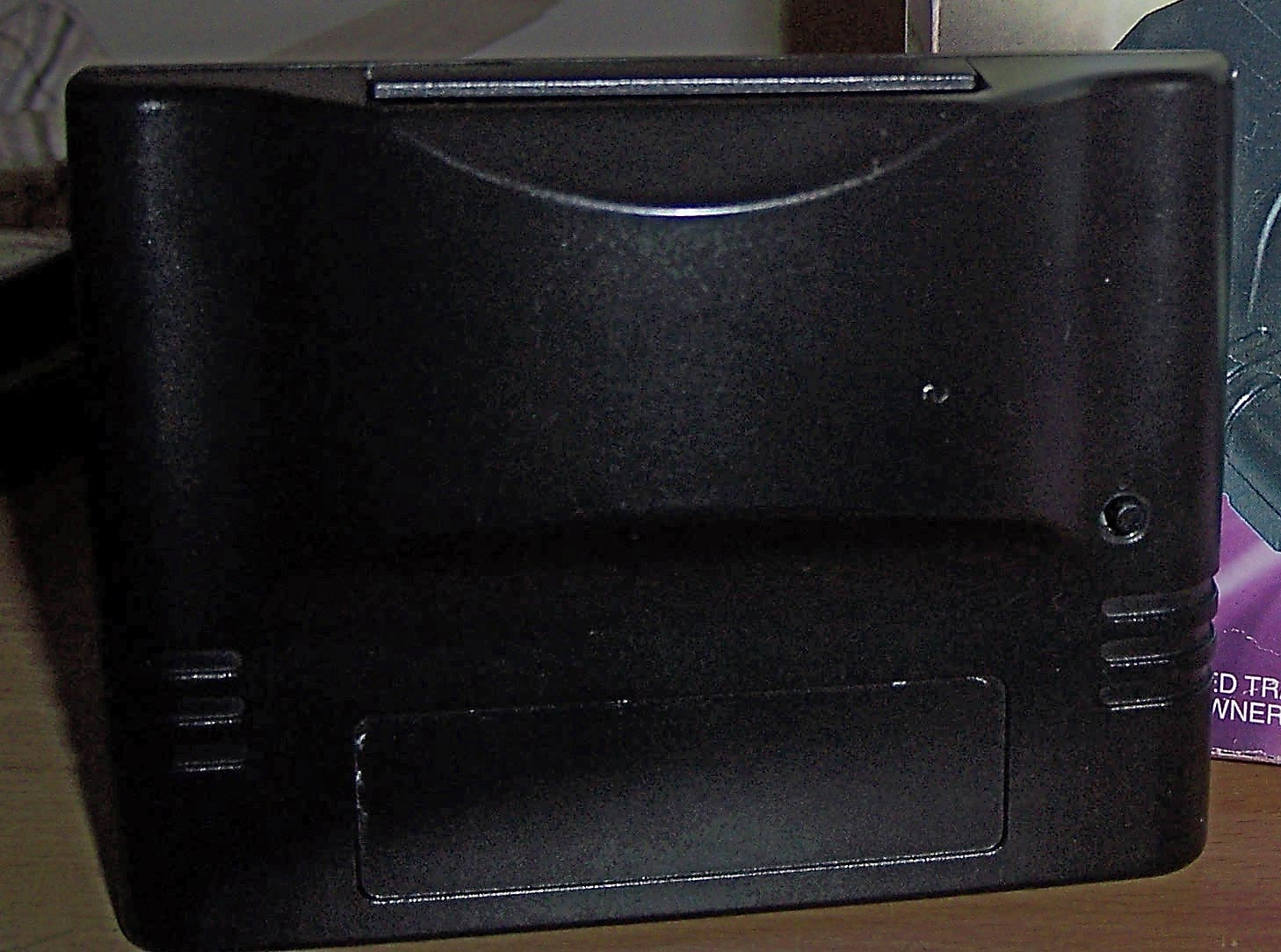
GB Hunter

- Adaptoid – przejściówka umożliwiająca podłączenie joypada od konsoli do gniazda USB w komputerach.
- Backup Units – urządzenia umożliwiające zrobienie kopii zapasowej gry z kartridża:
  - Doctor V64 – to pierwsze tego typu urządzenie wyprodukowane przez firmę Bung.
  - V64jr – drugie urządzenie z firmy Bung.
  - CD64 – wyprodukowane przez firmę UFO / Success Company w 1998, posiada 16 MB pamięci RAM.
  - CD64 Plus – wyprodukowane przez firmę UFO / Success Company, posiada 32 MB pamięci RAM.
  - Z64 – wyprodukowane przez firmę Interesting Devices z Tajwanu i sprzedawane w USA przez firmę Harrison Electronics.
- Controller Pak – jest to karta pamięci dla niektórych gier jest konieczna żeby móc zapisać stan gry np. Turok: Dinosaur Hunter, Turok 2: Seeds Of Evil, Pokémon Stadium, a w pozostałych grach nie jest wymagana, gdyż kartridż z grą posiadał możliwość zapisania.
- DexDrive – urządzenie do archiwizowania i kopiowania danych z kart pamięci (Controller Pak) na komputer klasy PC.[8]
- Expansion Pak – rozszerza pamięć RAM o dodatkowe 4 MB, polepszając jakość grafiki w wyższej rozdzielczości. Bez niego nie da się uruchomić dwóch gier: Donkey Kong 64 i The Legend of Zelda: Majora’s Mask, używany jest poza tym do poprawy grafiki w około czterdziestu tytułach niezależnych producentów, w tym Turok 2: Seeds Of Evil, Rayman 2 oraz Perfect Dark.
- Game Buster, GameShark, Action Replay – umożliwiają stosowanie kodów podobnie jak Game Genie w innych konsolach.
- Import Adapter, N64 Passport – urządzenie umożliwiające granie w importowane gry na europejskim N64 i odwrotnie.
- kierownica – wykorzystywana w wyścigach. Wyprodukowana przez firmę Gamester jako model LX4, posiada efekt wibracji.
- myszka – wykorzystywana np. w Mario Artist: Paint Studio.
- 64DD – dodatkowa przystawka zawierająca napęd dysków magnetycznych wydany tylko w Japonii. Na takich dyskach mieściło się więcej danych niż na kartridżach, ponieważ na początku dostępne były tylko kartridże o mniejszej pojemności. Możliwe było także wydanie gry na kilku dyskach.
- RadnetDD Keyboard – klawiatura wykorzystywana tylko z dyskiem do 64DD RadnetDD Disk i umożliwiająca pisanie e-maili, rozmowę na czacie itp.
- Rumble Pak – urządzenie dodające wibrację do pada na baterie AA potocznie zwane „paluszkami” lub nieco mniejsze AAA. Są też modele pobierające prąd z joypada.
- Transfer Pak – urządzenie, dzięki któremu można przesyłać dane między grami na Nintendo 64 oraz Game Boy/Game Boy Color. Niewiele gier wykorzystuje to urządzenie.
- Tristar 64 – urządzenie umożliwiające grę w gry z konsoli Famicom, Nintendo Entertainment System, Super Famicom i Super Nintendo Entertainment System.
- Voice Recognition Unit (VRU) – urządzenie do rozpoznawania głosu wykorzystywane tylko w grze Hey You, Pikachu! oraz Densha de Go! 64.
- Tilt Pak – urządzenie przypominające z wyglądu Rumble Pak, które pozwala na sterowanie w grze za pomocą przechylania całego joypada. Zawiera też wbudowaną funkcję rumble.
- Bio Sensor – z wyglądu przypomina Controller Pak z kablem i klipsem na końcu. Klips przypina się do płatka usznego i dzięki temu konsola odczytuje nasz puls. W zależności od tego jak rozwija się akcja na ekranie nasz puls może przyspieszać lub zwalniać co, dzięki Bio Sensorowi, zwrotnie wpływa na wydarzenia w grze – gdy zaczynamy się denerwować akcja robi się szybsza, gdy się uspokoimy wszystko wraca do normy. Produkt wydany został tylko na japoński rynek i kompatybilny jest z jedną grą – Tetris 64 (nie mylić z The New Tetris). Bio Sensor wyprodukowała firma Seta.
- GB Hunter – przejściówka pozwalająca grać w gry z Game Boy / Game Boy Color na N64. Dużym minusem jest brak możliwości zapisu gry.
- Wide-Boy 64 – jest to urządzenie które też pozwala grać gry z Game Boy/Game Boy Color, ale również z GBA.